# Nordanby Äng

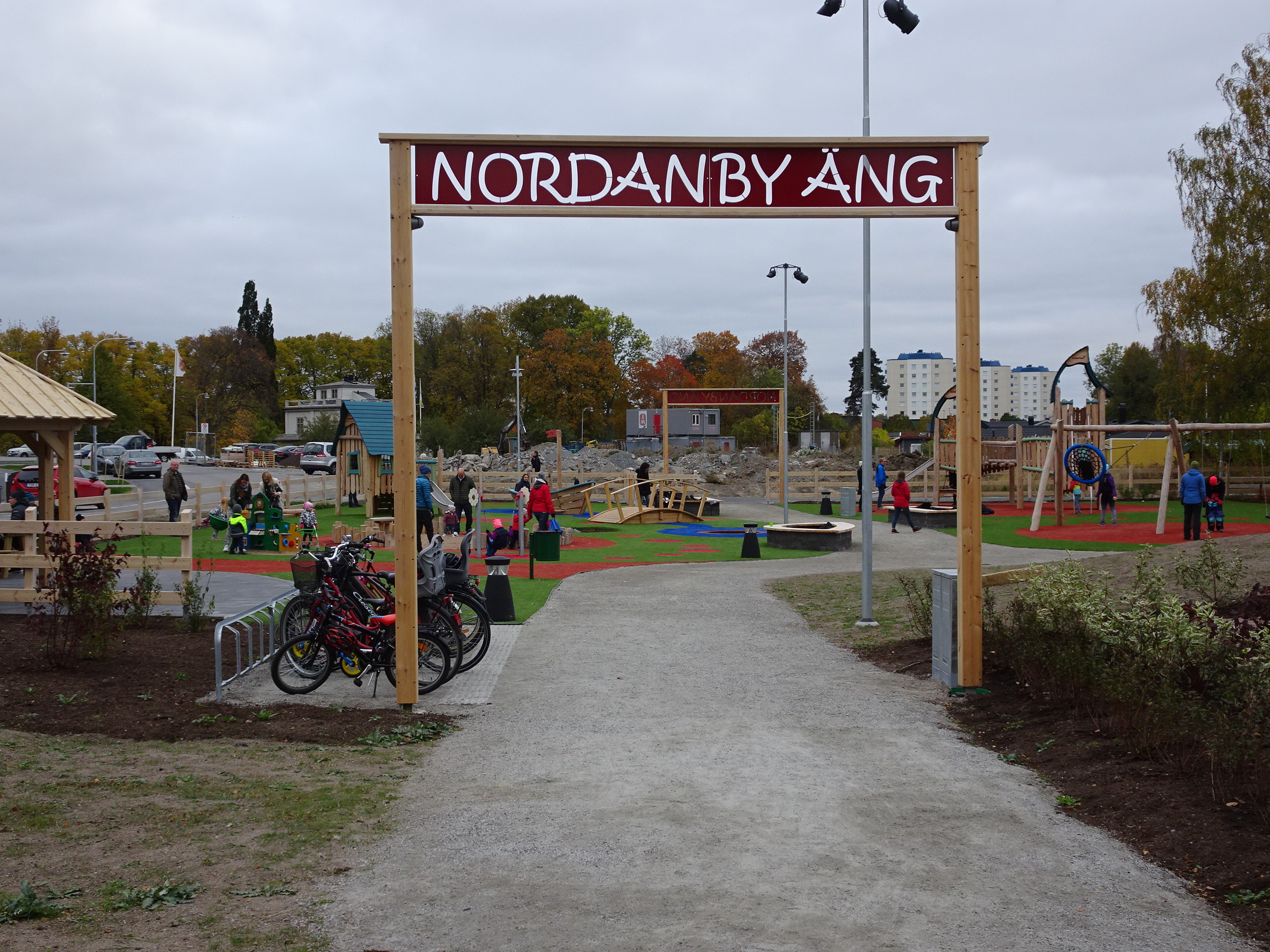
Entrén till Nordanby Äng lekplats.

Nordanby Äng lekplats är en lekpark i stadsdelen Nordanby i Västerås. Parken invigdes i oktober 2016. Nordanby Äng lekplats är byggd tillsammans med det nya bostadsområdet Nordanby Äng. Lekplatsen har samma tema ”på landet” som bostadsområdet.

## Beskrivning
Nordanby Äng lekplats är anpassad för barn 0 – 12 år. Här finns klätterlek, gungor, studmatta, gungdjur, sandlåda och sittmöjligheter. Här finns också en liten pulkabacke för de minsta som passar bra när det är snö. Lekparken har belysning. För vuxna och familjer finns bord och bänkar under tak. 